# Les Sept Gladiateurs rebelles
Pour plus de détails, voir Fiche technique et Distribution.
Les Sept Gladiateurs rebelles (Sette contro tutti) est un péplum italien sorti en 1965, réalisé par Michele Lupo.

## Synopsis
Le tribun Vadius veut prendre possession du royaume d'Aristée, en épousant Assuer, la fille du roi. Le centurion Marcus s'oppose à Vadius, mais est alors emprisonné et envoyé à un combat de gladiateur, dont Vadius espère que l'issue lui sera fatale. Mais Marcus se lie d'amitié avec six autres gladiateurs qu'il devrait combattre. Ensemble, ils vont lutter contre les membres d'un culte appelé Kiva, qui sont du parti de Vadius.

## Fiche technique
- Titre français : Les Sept Gladiateurs rebelles[2]
- Titre original italien : Sette contro tutti
- Réalisation : Michele Lupo
- Scénario : Lionello De Felice, Ernesto Gastaldi
- Genre : péplum
- Musique : Francesco De Masi
- Production : Leone Film
- Pays de production :  Italie
- Langue originale : italien
- Durée : 90 min
- Dates de sortie : 
  - Italie : 1965
  - France : 20 août 1969[2]

## Distribution
- Roger Browne : Marcus Aulus
- José Greci (sous le pseudo de Liz Havilland)[3] : Assuer
- Alfio Caltabiano : Vadius (sous le pseudo d'Al Northon)[4]
- Harold Bradley	: Tucos
- Mario Novelli (sous le pseudo d'Anthony Freeman) : Physios
- Erno Crisa	: Morakeb
- Carlo Tamberlani (sous le pseudo de Bud Stevenson) : King Krontal
- Arnaldo Fabrizio (sous le pseudo de Little Goliath) : Goliath
- Pietro Tordi (sous le pseudo de Peter Barclay)